# Porphyrophora hiemalis
Porphyrophora hiemalis är en insektsart som först beskrevs av Cockerell 1899.  Porphyrophora hiemalis ingår i släktet Porphyrophora och familjen pärlsköldlöss. Inga underarter finns listade i Catalogue of Life.